# Joaquín Ignacio Mencos y Manso de Zúñiga
Joaquín Ignacio Mencos y Manso de Zuñiga (Pamplona, 6 d'agost de 1799 -Madrid, 20 de gener de 1882) va ser un polític navarrès, diputat a Corts i ministre durant el regnat d'Isabel II d'Espanya.

## Biografia
Fill del setè comte de Guenduláin, marquès de Vessolla, Gran d'Espanya, va ser regidor a l'ajuntament de Pamplona en 1833 i va donar suport a la nova reina Isabel II d'Espanya durant la primera guerra carlina. Fou elegit diputat a Corts en 1839, 1840, 1844 i 1846. Partidari del general Leopoldo O'Donnell, es va exiliar a França però va tornar en 1844. Fou nomenat senador vitalici en 1849 i tres anys més tard va succeir al seu pare en tots els seus títols nobiliaris. Va ser  Ministre de Foment des del 15 de gener al 30 de juny de 1858 en el gabinet de Francisco Javier de Istúriz. Després de "La Gloriosa" es va retirar de la vida política, excepte el seu càrrec en el Senat d'Espanya. Va ser també escriptor i poeta aficionat, i en 1841 fou escollit acadèmic de la Reial Acadèmia Espanyola.
Va casar amb María del Pilar Ezpeleta Aguirre-Zuazo, VII Comtessa del Gual. És rebesavi matern de Mercedes i Lorenzo Milá.

## Obres
- El Príncipe de Viana
- Poema a la muerte del Conde de Campo-Alange
- Reseña histórica del estamento de próceres
- El cerco de Zamora por el rey Sancho II de Castilla (1882)